# Стишов Олександр Анатолійович
Стишов Олександр Анатолійович (нар. 8 грудня 1957, Зелена Діброва) — український мовознавець, доктор філологічних наук (2004), професор кафедри української мови Інституту філології Київського університету імені Бориса Грінченка.

## Життєпис
Народився 8 грудня 1957 у селі Зелена Діброва Новомиколаївського р-ну Запорізької області.
У 1979 році закінчив Запорізький державний педагогічний інститут, вчитель української мови і літератури.
З 1979 — вчитель Новоолександрівської школи Оріхівського району, середньої школи № 77 м. Запоріжжя, асистент кафедри української мови, старший викладач кафедри загального і слов'янського мовознавства Запорізького державного університету.
1992 — доцент, з 1994 — професор, завідувач кафедри фонетики і граматики слов'янських мов Київського національного лінгвістичного університету.
Нині — професор кафедри української мови Інституту філології Київського Університету імені Бориса Грінченка.

## Праці
- Динамічні процеси в лексико-семантичній системі та в словотворі української мови кінця ХХ ст. (на матеріалі мови засобів масової інформації) / Автореф. дис. … д-ра філол. наук — Інститут мовознавства імені О. О. Потебні, Київ, 2003. — 35 с.
- Динамічні процеси в лексико-семантичній системі та в словотворі української мови кінця ХХ ст. (на матеріалі мови засобів масової інформації) / Дис. … д-ра філол. наук — Інститут мовознавства імені О. О. Потебні, К., 2003. — 597 арк.
- (2013) Номінації осіб у сучасній українській мові // Мовознавство. — 2013. — № 1. — С. 20-29.
- (2012) Основні тенденції розвитку лексичного складу української мови початку ХХІ століття // Вісник Запорізького національного університету: Зб. наук. пр. Філологічні науки. С. 406—415.
- (2012) Номінації осіб у сучасній українській мові (на матеріалі дискурсу ЗМІ) // Мовознавство (6). С. 23-37.
- (2011) Словотвірні гнізда з вершинами-неологізмами в сучасних українській і російській мовах // Мова. Культура. Взаєморозуміння: збірник наукових праць (1). С. 19-33.
- (2011) Особливості словотворення оказіоналізмів-композитів у мові українських ЗМІ кінця ХХ — початку ХХІ століть / Динамічні процеси в граматиці і лексичному складі сучасних слов'янських мов: зб. наук. пр. С. 198—195.
- (2010) Оновлення сучасного українського лексикону / Наукові записки (15). С. 23-27.
- (2009) Актуалізована лексика в сучасних українській і російській мовах // Проблеми зіставної семантики (9). С. 151—157.
- (2008) Словотвірні гнізда з вершинами-абревіатурами в сучасних українській і російській мовах // Мова, культура й освіта в сучасному світі. С. 95-99.
- (2007) Префіксальні іменні новотвори в сучасних українській та іспанській мовах // Дослідження з лексикології і граматики української мови (6). С. 159—167.
- (2006) Романізми-інновації в мові українських мас-медіа кінця ХХ — початку ХХІ століття // Служитель фразеологічної музи. С. 163—171.
- (2005) Українська лексика кінця ХХ століття: На матеріалі мови засобів масової інформації // Київський національний лінгвістичний університет / Видавничий центр КНЛУ, 2003. — 388 с.

## Погляди на спортивні терміни тощо
На його думку:
- заслуговує позитивної оцінки офіційне запровадження та використання у Збройних силах України давніх національних одиниць, апробованих тривалою практикою, зокрема, вишкіл (замість муштра), позір (рос. равнение), шикуйсь, пане офіцере та ін.[1];
- позитивним явищем є мовні пуризми, на зразок: справочинець (замість діловод), відрядженець (командировочний), вишівець (вузівець), битка/бучка (біта), санкар (саночник), рукоборство (армреслінг) та ін. (2012)[2];
- видається штучною заміна усталених широко вживаних запозичень раритетними словами: змагун замість спортсмен, хрестиківка — кросворд, кошиківка — баскетбол, відбиванка — волейбол, руханка — вільні вправи, гімнастика тощо (1999)[3];
- слова «гаківка», «лещетар», «сітківкар», «копун», «п'ястукар», «світливець», «летун» та інші є «негативними і небажаними пуризмами» в українській мові (навчальний посібник «Динаміка лексичного складу сучасної української мови. Лексикологія. Лексикографія», 2019)[4].